# Röda bergen

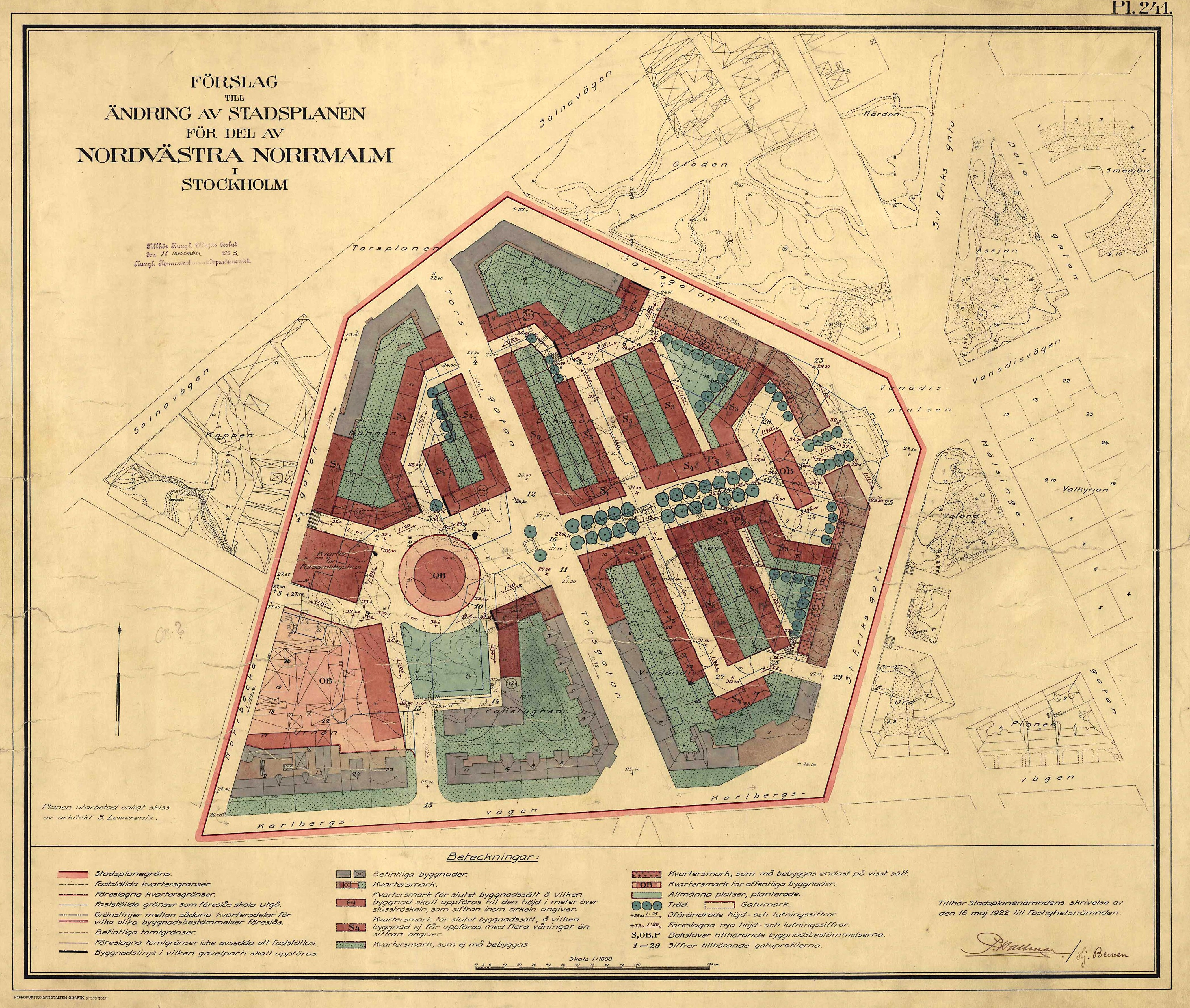
Le plan d'aménagement du 16 mai 1922, signé Per Olof Hallman.

Röda bergen est un quartier du centre de Stockholm en Suède. Situé au nord-ouest de Norrmalm, il est particulièrement emblématique de l'idéal urbain des années 1920. Ses immeubles délimitent de vastes zones verdoyantes, qui  constituent une réponse citadine aux villes-jardins du début du XXe siècle. La construction de la cité s'est associée à des considérations humanistes pour créer un environnement urbain de grande qualité.
Depuis 1987, l'ensemble du quartier est classé zone d'intérêt national (riksintresse) au titre de la protection du patrimoine. Le musée de la ville de Stockholm a en effet jugé que bâtiments, environnement urbain et espaces naturels constituaient un héritage culturel particulièrement remarquable.

## Délimitation et étymologie
Röda bergen est délimité par les rues Karlbergsvägen, Norrbackagatan, Gävlegatan et Sankt Eriksgatan. La rue Torsgatan divise quant à elle le quartier en deux moitiés. La subdivision administrative correspondante avait en 2005 une population de 3 548 habitants.
Le nom Röda bergen (approx. buttes rouges) fait vraisemblablement référence au granit de couleur rouge que l'on trouve sur les hauteurs du quartier.
Jusqu'au milieu du XIXe siècle, c'est une zone rurale où « les loups s'aventurent souvent à la périphérie de la ville, et il n'est pas rare d'en apercevoir en hiver ».

## Plan d'aménagement

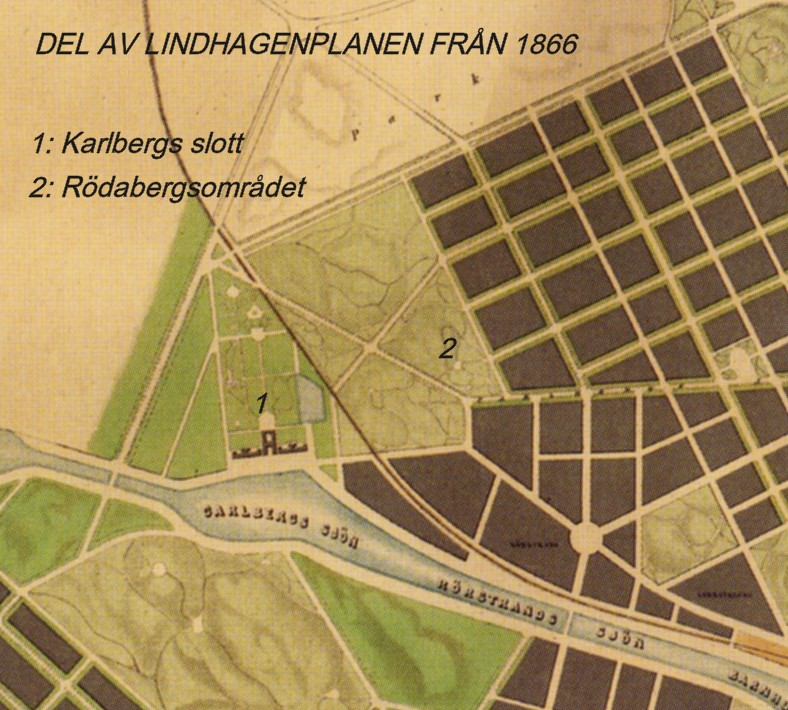
Sur le plan Lindhagen de 1866, Röda bergen est une zone non construite située à l'est du château de Karlberg.

En 1866, un plan général d'aménagement du nord-ouest de Norrmalm est défini dans le cadre du plan Lindhagen. L'emplacement actuel de Röda bergen, du fait de son relief accidenté, est alors laissé intact. Pour le reste, on prévoit conformément aux idéaux urbains de l'époque, des avenues, des esplanades, des places en étoile et des rues rectilignes délimitant des lotissements rectangulaires.

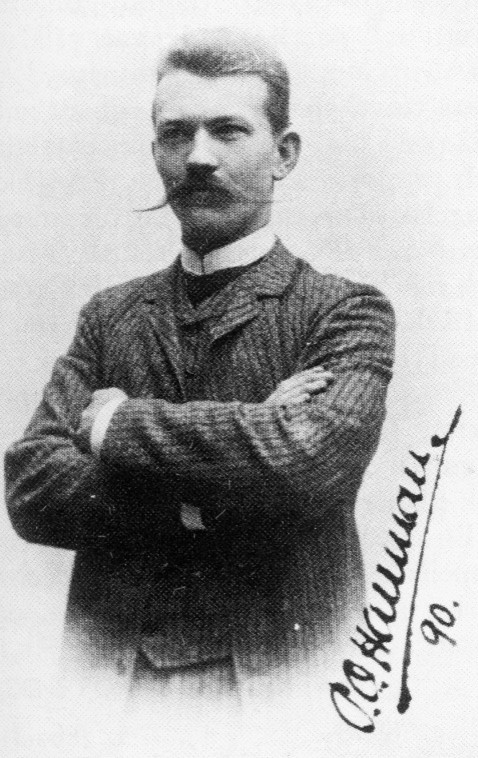
Per Olof Hallman en 1890.

L'urbaniste Per Olof Hallman, futur directeur de la construction urbaine de Stockholm entre 1922 et 1927, est un farouche opposant des longues rues rectilignes et des plans urbains en damier. Au tournant du XXe siècle, un nouvel idéal urbain a en effet vu le jour. Plus romantique, il propose des lignes apaisées, une échelle réduite, et la valorisation des espaces naturels. C'est l'architecte autrichien Camillo Sitte qui en est à l'origine, et Hallman introduit son enseignement en Suède.
Le quartier de Röda bergen apparait idéal pour la mise en œuvre des nouvelles idées de Hallman. En 1909, il propose un premier plan d'aménagement, consistant en deux zones pavillonnaires, entourées d'immeubles locatifs de trois et quatre étages, eux-mêmes situés au bord de larges voies de circulation. Les rues menant aux pavillons ont une largeur de 12 à 15 mètres, allant par endroits jusqu'à 20 mètres. Dans la partie ouest, deux espaces ouverts sont prévus, ainsi que des emplacements réservés à la construction d'édifices publics : église, école, maison paroissiale, qui toutefois ne verront jamais le jour.
Le plan de Hallman pour Röda bergen se démarque totalement des rues rectilignes de Lindhagen, il tire au contraire profit des possibilités naturelles du terrain pour créer, au travers d'îlots de formes asymétriques, d'intéressantes variations de perspective et de point de vue. Pour la définition du plan, Hallman a vraisemblablement collaboré avec Mauritz Hammarberg, administrateur des jardins publics de la ville de Stockholm de 1906 à 1936, dont les idées en matière de paysagisme ont fusionné avec celles de Hallman
.
En 1922, Hallman présente la version finalisée du plan d'aménagement, dessinée par l'architecte Sigurd Lewerentz à l'initiative de l'urbaniste Sigurd Westholm. Dans cette version, les pavillons ont été remplacés par des immeubles, et le traçage des rues est devenu un peu plus strict. Dans la presse locale, le projet est accueilli avec enthousiasme : « la campagne au cœur de Stockholm ... si le projet tient ses promesses, il s'agira d'un petit paradis rural au centre de la cité ».
Le plan d'aménagement du quartier de Röda bergen est approuvé au même moment que celui d'un autre quartier de Stockholm : Lärkstaden. Mais, alors que les maisons mitoyennes de Lärkstaden sont destinées à une clientèle aisée, Röda bergen est à l'origine un quartier ouvrier.

## Construction
Les premiers immeubles locatifs sont construits dès 1902, c’est-à-dire longtemps avant l'approbation officielle du plan d'aménagement du quartier. Tous les immeubles construits avant 1923 sont situés le long des rues Sankt Eriksgatan, Karlbergsvägen et Torsgatan. Ils constituent un ensemble de façades cohérent.
En octobre 1923, le plafonnement des loyers voté en 1917 au plus fort de la crise immobilière est abrogé. Ceci s'accompagne de prêts subventionnés par l'État pour les petites surfaces, et entraine une reprise des chantiers. En 1924, vingt-quatre permis de construire sont délivrés pour le quartier de Röda bergen, et en 1925, dix.

### Photographies historiques

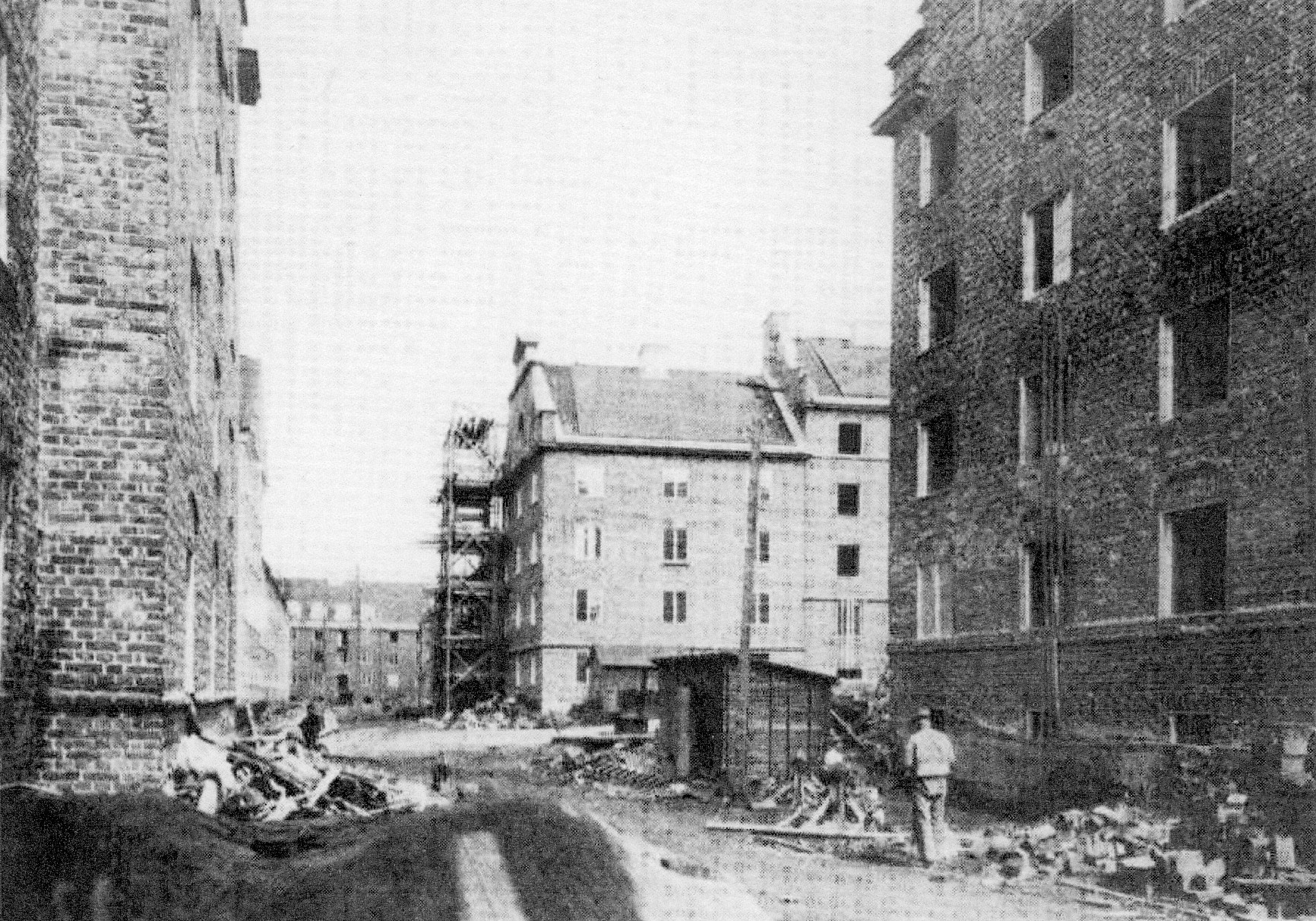
Travaux de construction rue Falugatan en 1925.
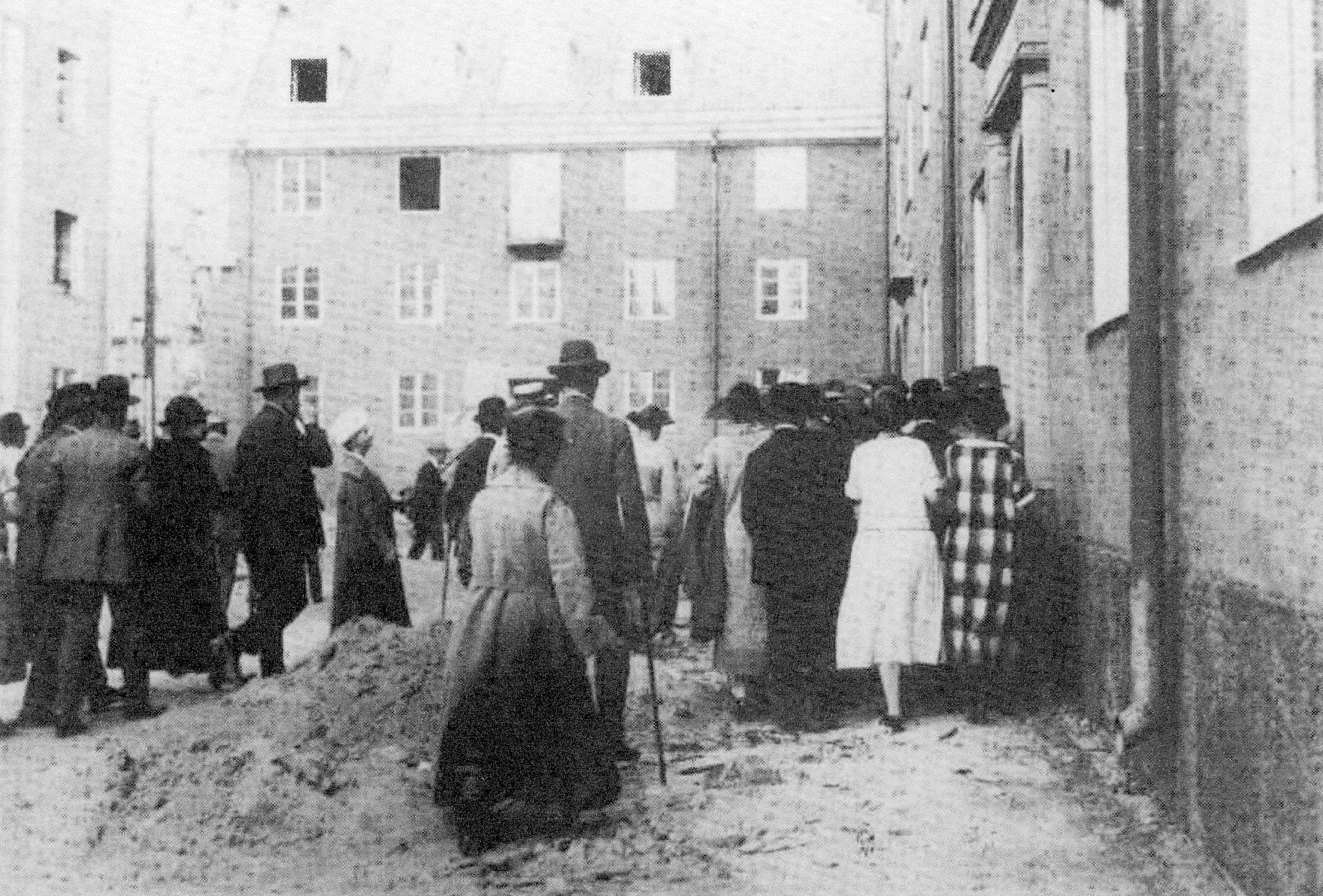
Journée portes ouvertes rue Falugatan en 1925
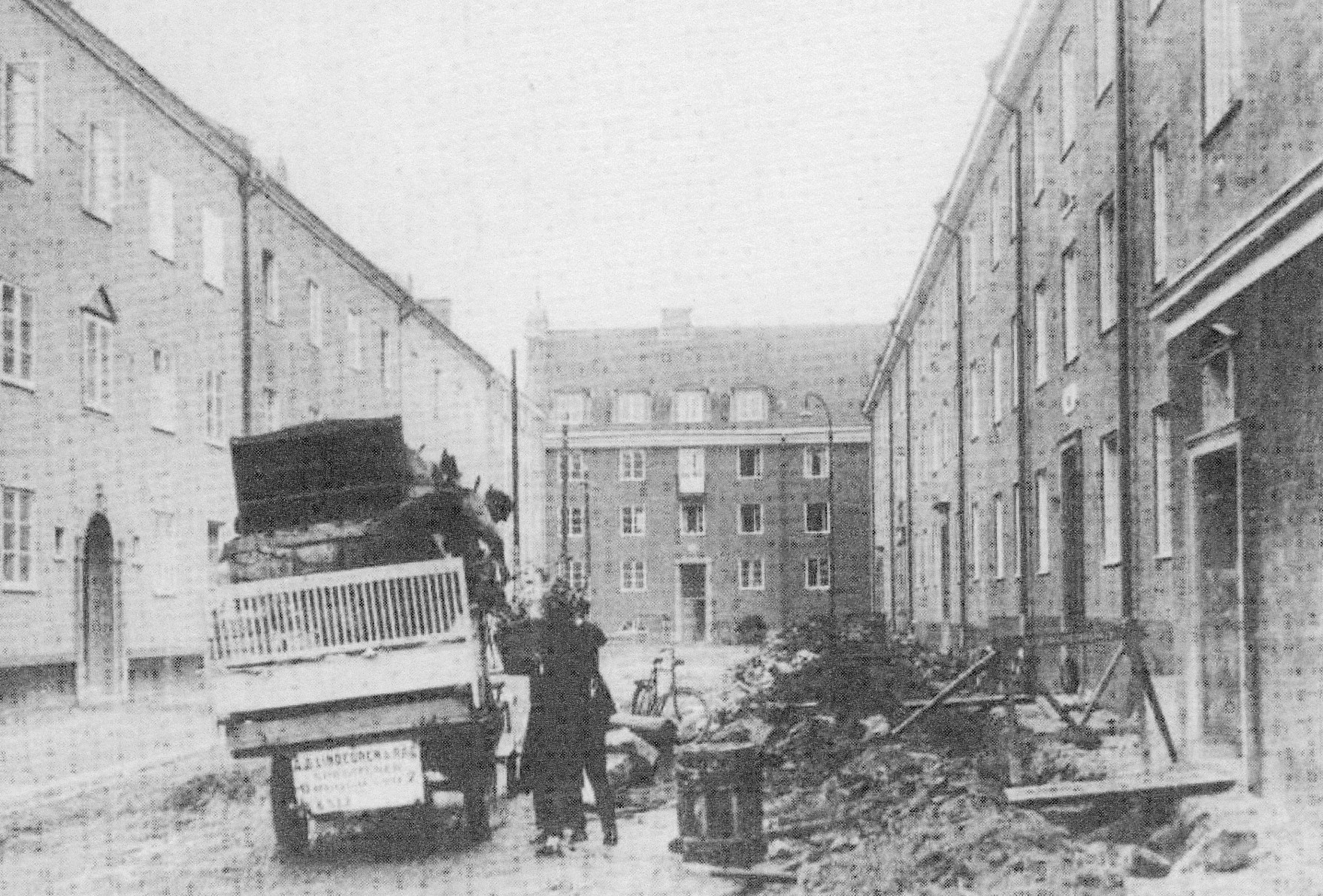
Emménagement rue Falugatan en 1925.
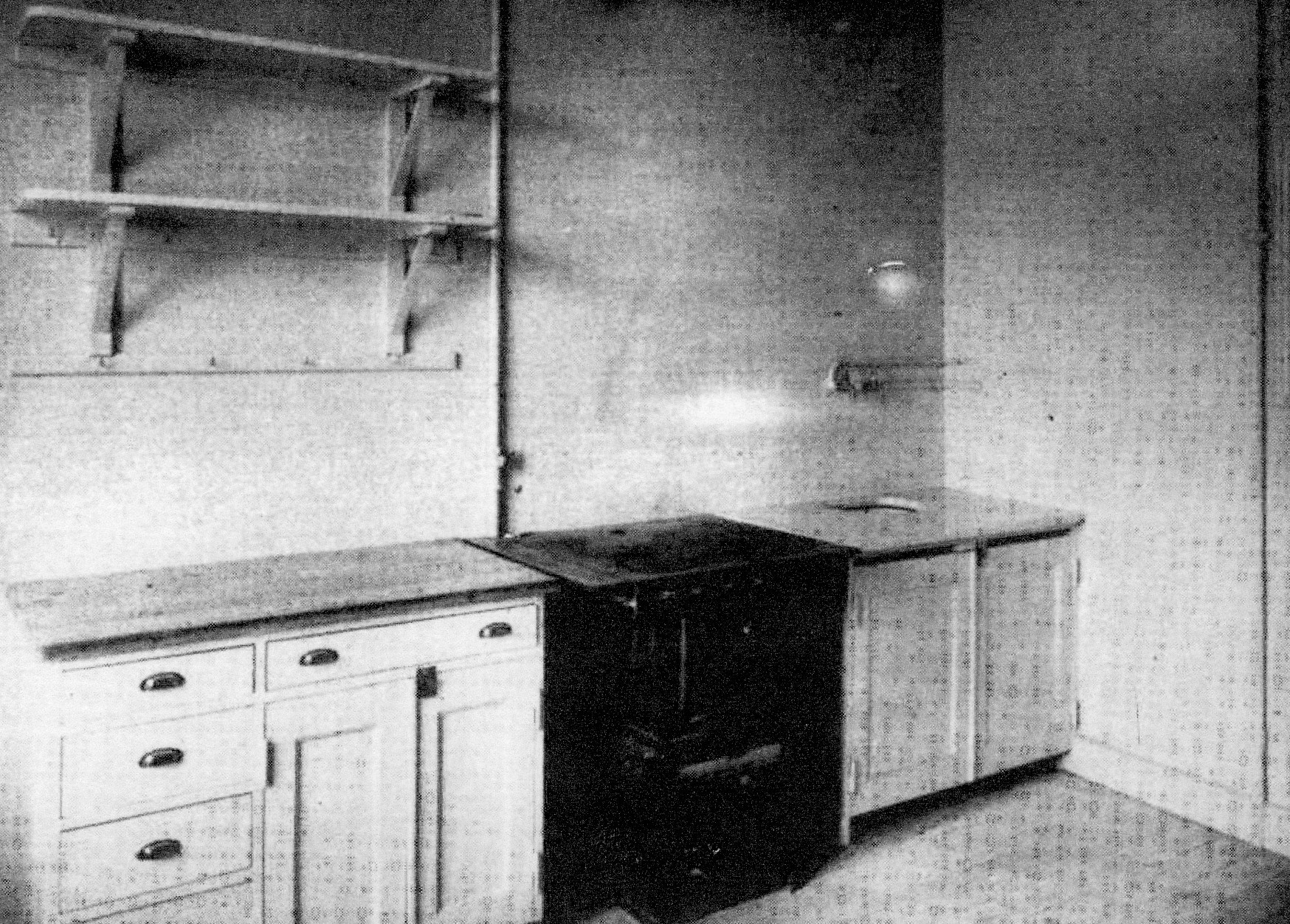
Cuisine d'exposition en 1925.

Les coopératives immobilières s'emparent du projet de Röda bergen, tout d'abord avec l'arrivée de la SKB, puis c'est la HSB qui réalise un premier ensemble d'immeubles d'envergure. En peu de temps, cinq coopératives locales sont créées. Les plans des logements sont dessinés par Sven Wallander, directeur général et architecte en chef de la HSB. Il s'inspire des styles baroque et empire pour les façades des bâtiments.
Les appartements sont aménagés de la façon la plus moderne possible, même si cela engendre des surcoûts. Tous disposent de toilettes et d'une salle d'eau, ce qui est encore inhabituel pour l'époque. Les cuisines sont équipées de robinetterie, d'éviers et de cuisinières au gaz de série. Les fenêtres et les portes sont aussi standardisées. À l'origine, tous les immeubles construits par la HSB sont équipés de fenêtres blanches ou vertes au rez-de-chaussée, ce qui accentue encore le caractère provincial des lieux. Certains immeubles ont conservé jusqu'à aujourd'hui leurs fenêtres d'origine.
La HSB est l'un des premiers constructeurs à équiper ses buanderies collectives d'équipements mécaniques. On y trouve machines à laver, essoreuses, repasseuses et séchoirs. L'une des premières chaufferies de Suède, qui s'installe dans le quartier, fournit les appartements en chauffage central et en eau chaude.
Plusieurs des immeubles construits par la HSB disposent au rez-de-chaussée de locaux commerciaux. La KF achète également un local à l'angle des rues Torsgatan et Rödabergsgatan pour y installer une épicerie, aujourd'hui disparue.
En 1924, l'association Blomsterfonden construit une résidence pour personnes âgées au numéro 1 de la rue Rödabergsgatan. L'association a été créée par Alma Hedin, sœur de Sven Hedin et fille de l'urbaniste Abraham Ludvig Hedin. La ville de Stockholm donne son accord, à la condition que les appartements soient réservés aux personnes nécessiteuses, et que les loyers soient fixés à un niveau inférieur au marché.
Deux immeubles, dessinés par l'architecte Cyrillus Johansson, sont érigés en 1930-1931 dans le lotissement situé à l'angle des rues Karlbergsvägen et Norrbackagatan. En 1936, un dernier immeuble y est ajouté. La construction du quartier est alors achevée.

## Röda bergen aujourd'hui
Röda bergen est parfois présenté comme une petite ville idyllique et verdoyante, appréciée tant par ses habitants que par ses visiteurs pour son cadre de vie agréable. Le paysage urbain y est dominé par le classicisme des façades  et le cheminement délicat des rues. La couleur des bâtiments est aujourd'hui particulièrement prononcée, contrairement à ce qui était le cas à l'origine. Entre l'aire de jeu de la rue Solvändan et la rue Rödabergsbrinken, on trouve une zone boisée plantée de châtaigniers (ils étaient au nombre de 32 au tout début).
C'est aujourd'hui un quartier particulièrement soigné, qui reflète l'idéal urbain des années 1920, et s'inspire du souffle humaniste apporté par l'urbaniste autrichien Camillo Sitte à la fin du XIXe siècle.

### Photographies contemporaines

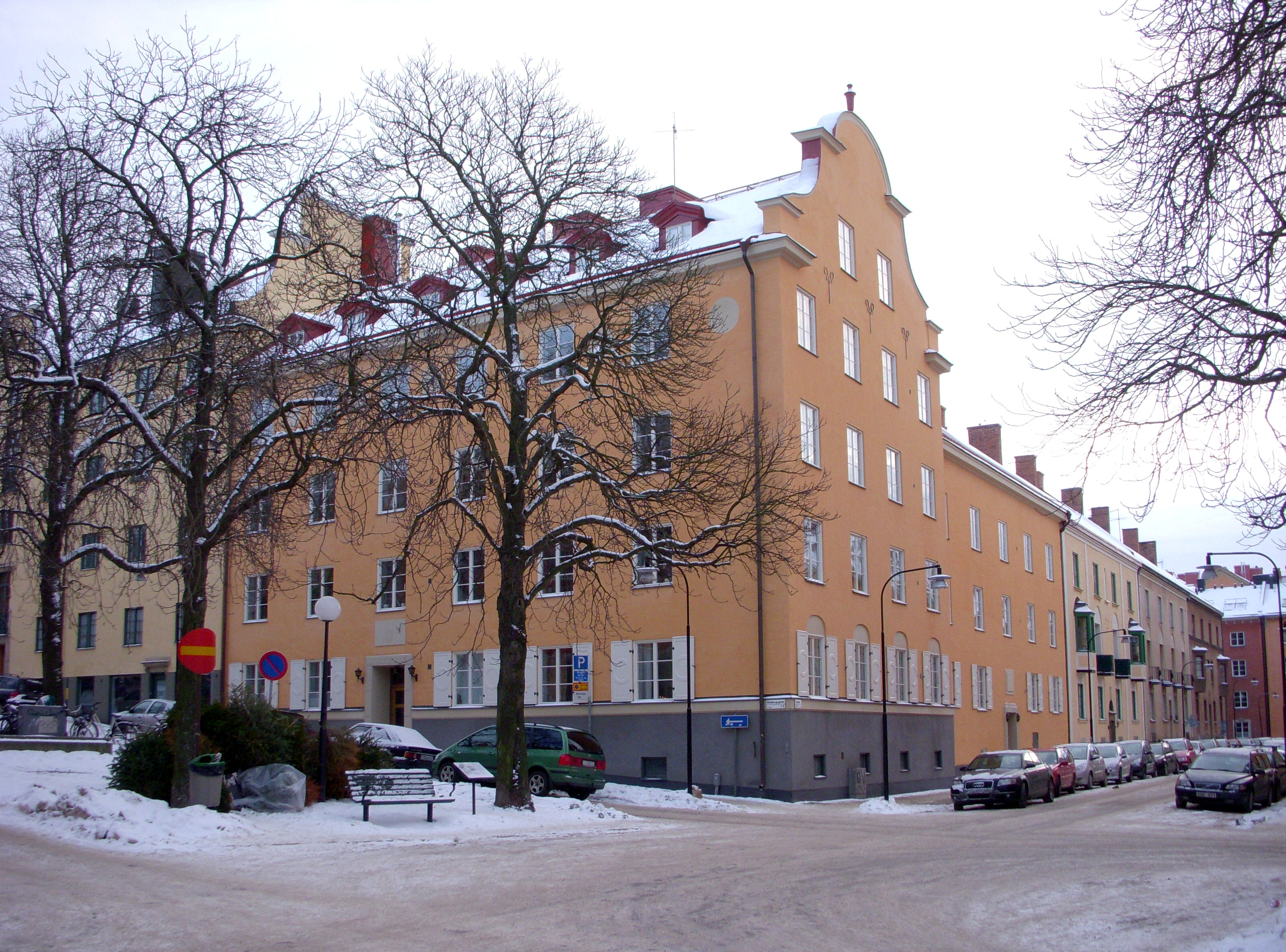
Angle des rues Rödbergsgatan et Falugatan.
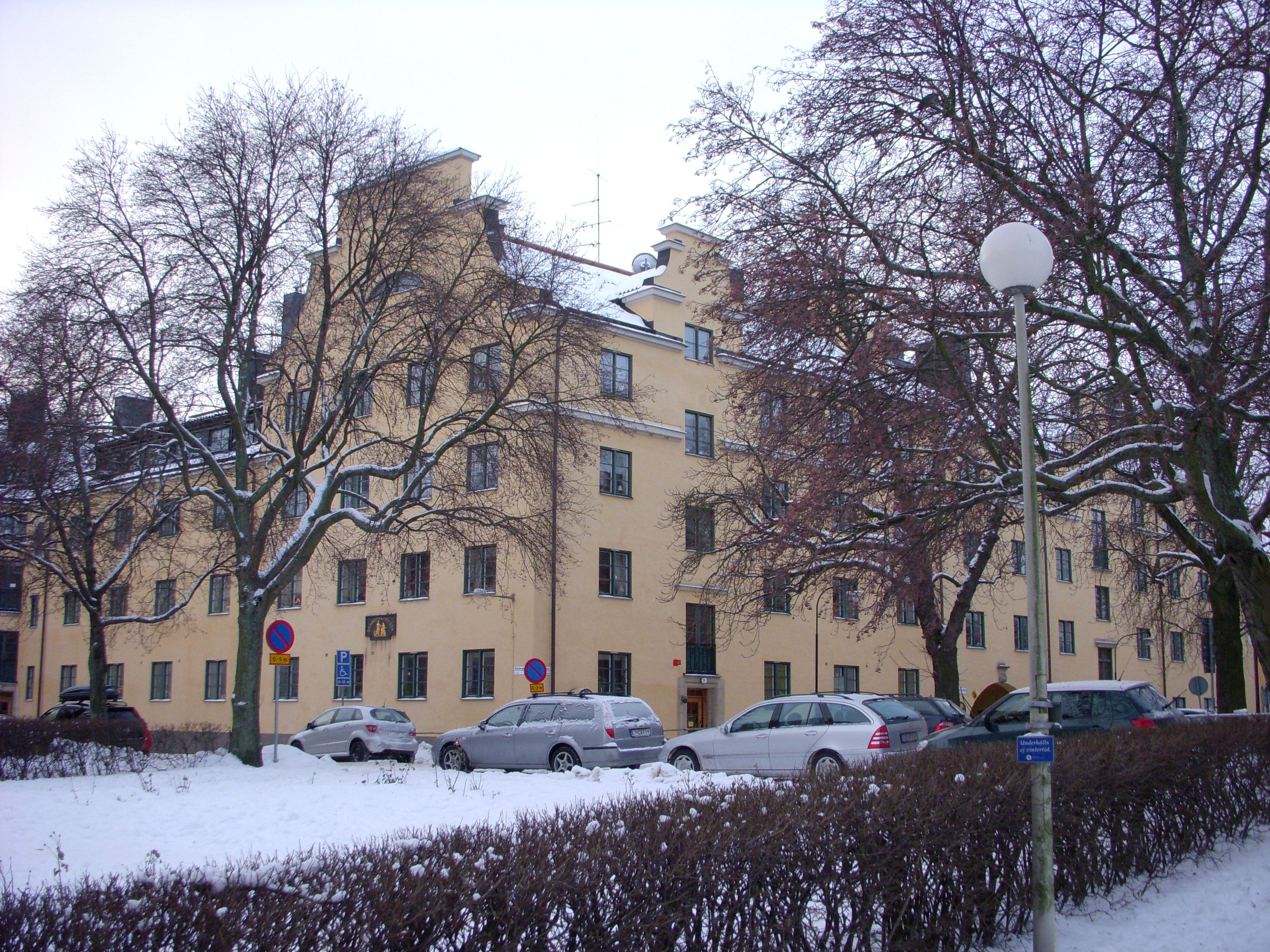
La maison de retraite de l'association Blomsterfonden.
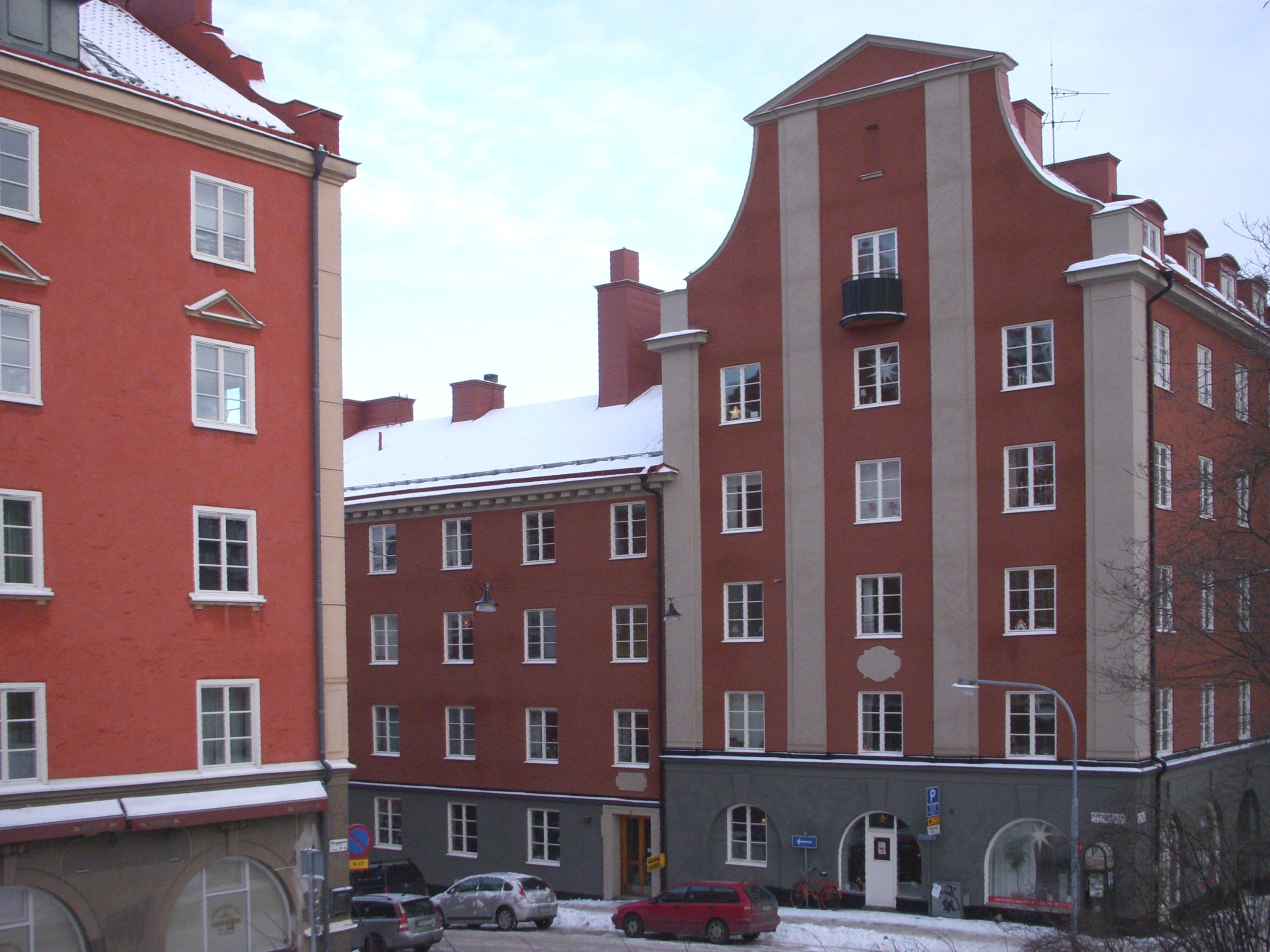
Immeuble à pignon.
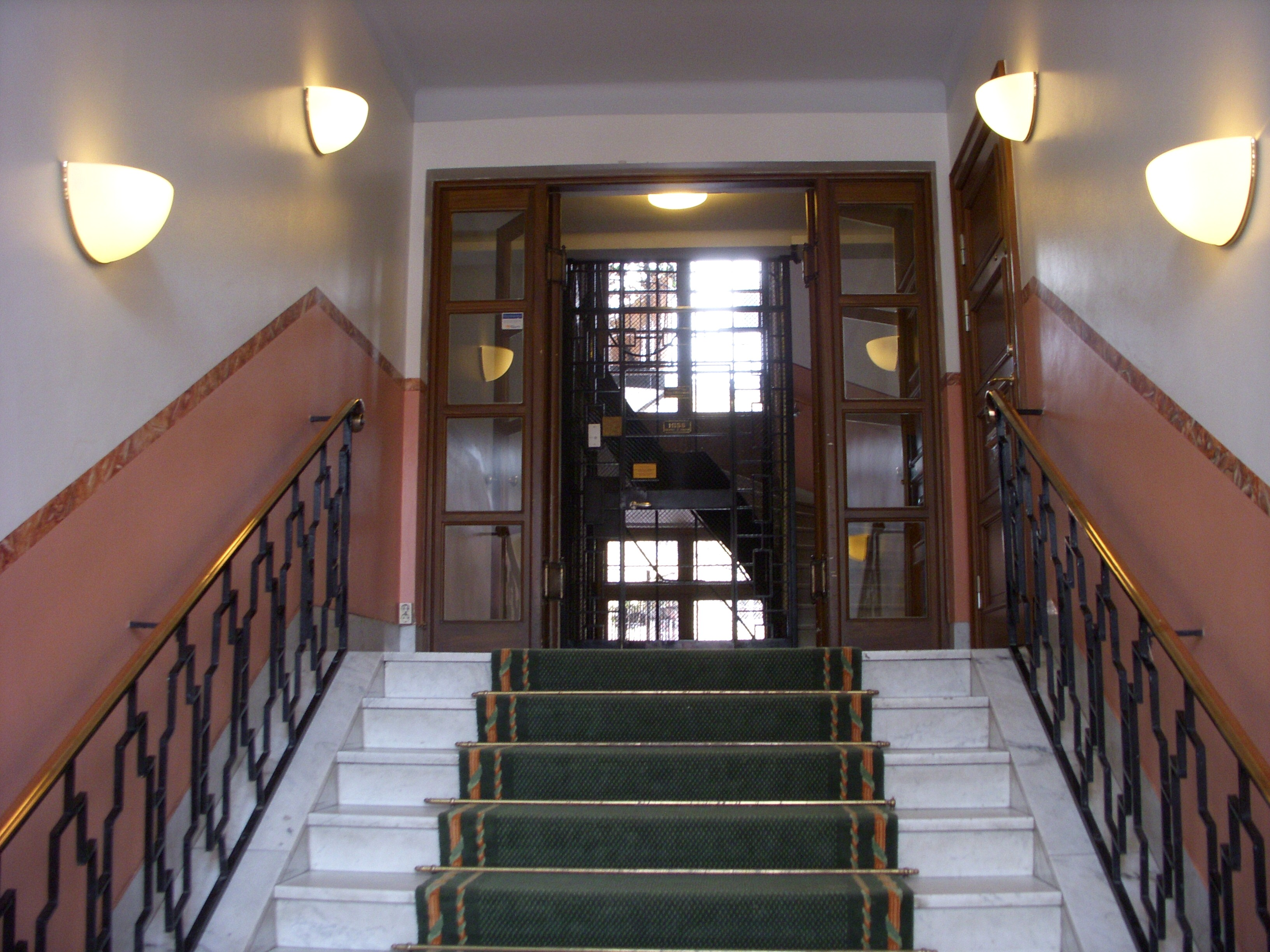
Les escaliers du numéro 1 de la rue Kadettgatan.